# Little Livermere
Little Livermere – wieś w Anglii, w hrabstwie Suffolk, w dystrykcie West Suffolk. Leży 40 km na północny zachód od miasta Ipswich i 108 km na północny wschód od Londynu. Miejscowość liczy 40 mieszkańców.